# مارن لیندبی
مارن لیندبی (انگلیسی: Maren Lundby؛ زادهٔ ۷ سپتامبر ۱۹۹۴) اسکی‌باز پرش اهل نروژ است.